# Syntrichia ruraliformis
A Syntrichia ruraliformis a Syntrichia ruralis agg. tagja, száraz, köves, homokos helyeken élő lombosmoha.

## Megjelenése
Külső megjelenésében a Syntrichia ruralishoz nagyon hasonlít ez a faj, de annál nagyobb méretű, 4–6 cm magas. A levelek nedvesen meredten elállóak, a szélük a csúcsig begöngyölt. A fő különbség a S. ruralis-tól, hogy a levél csúcs ennél a fajnál hosszan keskenyedő és nem hirtelen. A levélér itt is áttetsző, fogazott, hosszú szőrszál formájában fut ki. A többi Syntrichia fajhoz hasonlóan a levélsejtek alakja is hasonló: a levelek tövén áttetsző, hosszúkás sejtek vannak, míg a levél többi részén kerekded, négyszögletes klorofillban gazdag, erősen papillázott sejtek.

## Elterjedése
Magyarországon nagyon ritka, korábbi előfordulási helyén nem találják. Magyarországi vörös listás besorolása: DD (adathiányos). De mégis elmondható, hogy Európában gyakori fajnak számít, elsősorban a tengerparti homokdűnéken Skandináviától Törökországig. Világszinten Európán kívül még megtalálható Észak-Amerikában, Észak-Afrikában és Nyugat-Ázsiában.

## Termőhelye
Napos, száraz, köves, homokos, meszes talajokon élő faj. Angliában tömeges tengerparti homokdűnéken. Fontos szerepe van a humusz és nedvesség megkötésében ezeken a kitett helyeken, így az eróziót képes gátolni.

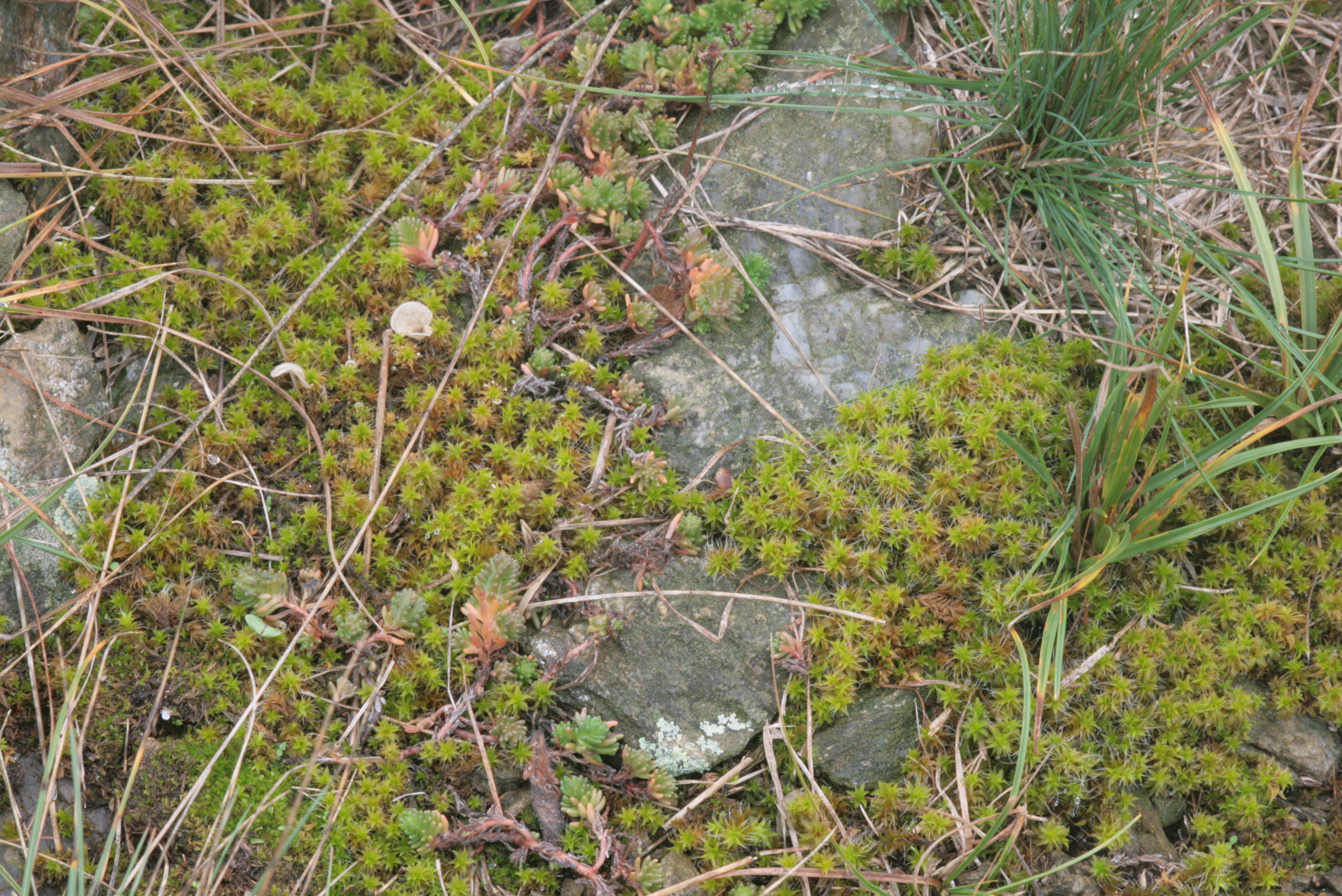
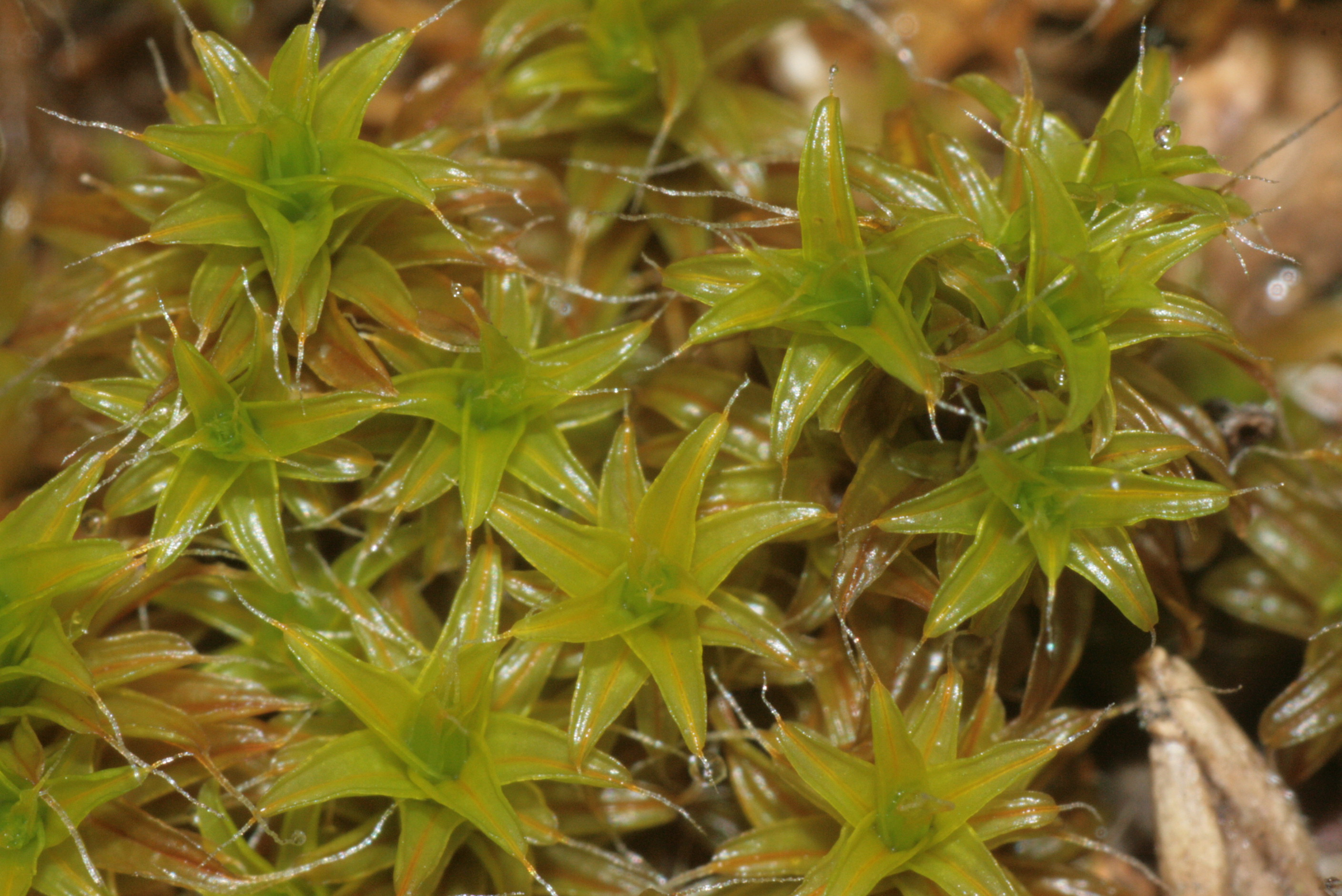
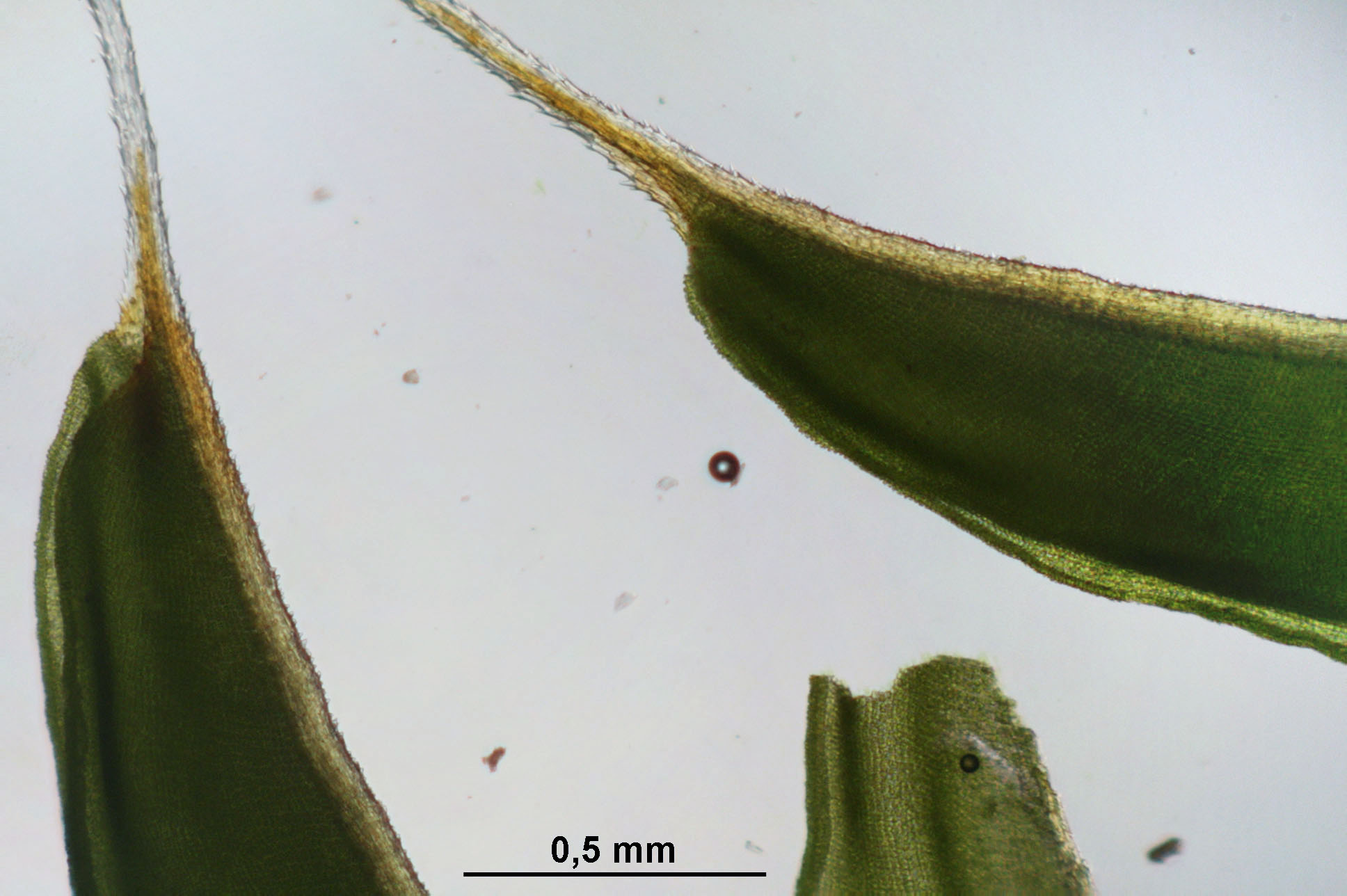